# Polynesisch boshoen
Het Polynesisch boshoen (Megapodius pritchardii) is een vogel uit de familie grootpoothoenders (Megapodiidae). De wetenschappelijke naam van de soort is voor het eerst geldig gepubliceerd in 1864 door Gray. Het is een bedreigde, endemische vogelsoort van de eilandengroep Tonga.

## Kenmerken
De vogel is 38 cm lang, het is middelgroot boshoen. De vogel is overwegend bruin grijze vogel, wat bleker van kleur op de kop en nek en donkerder bruin op de rug en vleugels. De huid rond het oog is nauwelijks bevederd en daardoor heen is de rode huid zichtbaar. De snavel is geel, de poten zijn ook geel tot lichtrood.

## Voorkomen
De soort komt voor op het eiland Niuafoʻou, helemaal in het noorden van de archipel en er is een geherintroduceerde populatie op het eiland Fonualei 80 km ten noorden van Vava'u. Het leefgebied bestaat uit loofbos met brede bladeren waarin afwisselend ook stukken met een kale bodem zijn te vinden. De broedhopen liggen in gebieden met aardwarmte en vulkanisch as.

## Status
Het Polynesisch boshoen heeft een zeer beperkt verspreidingsgebied en daardoor is de kans op uitsterven aanwezig. De grootte van de populatie werd in 2012 door BirdLife International geschat op 680-970 individuen. De geïntroduceerde populatie op het onbewoonde Fonualei is min of meer stabiel. De populatie-aantallen op het bewoonde eiland Niuafo'ou nemen af door habitatverlies. Plaatsen waar zich broedhopen bevonden verdwijnen soms door veranderingen in het patroon van de vulkanische activiteit. Verder wordt het leefgebied aangetast door de aanwezigheid van uitheemse dieren zoals katten, honden en varkens; bovendien raapt de bevolking de eieren en worden de vogels bejaagd. Om deze redenen staat deze soort als bedreigd op de Rode Lijst van de IUCN.